# Pseudolasius butteli
Pseudolasius butteli är en myrart som beskrevs av Auguste-Henri Forel 1913. Pseudolasius butteli ingår i släktet Pseudolasius och familjen myror.

## Underarter
Arten delas in i följande underarter:
- P. b. abhorrens
- P. b. butteli